# Gary Clark Jr.
Gary Lee Clark Jr. (Austin, Texas, EUA, 15 de febrer de 1984) és un actor, compositor i intèrpret estatunidenc de blues fusionat amb rock, soul i música rap. Clark Jr és un músic molt polifacètic, ja que a banda de cantar, també toca multitud d'instruments diferents.
Als 62ns Premis Grammy (2020) guanyà el Grammy als millor àlbum de blues contemporani per This Land.